# 안태경
코치 경력
안태경(安泰敬, 1990년 5월 27일 ~ )은 전 KBO 리그 롯데 자이언츠의 투수이자, 현 세종에서 엘리트선수들 개인레슨을 하고 있다.

## 선수 시절

### 미국 프로야구 시절
2008년에 텍사스 레인저스에 입단하였다.

### 한국 프로야구 시절

#### 롯데 자이언츠시절
2015년에 입단하였다.

## 출신 학교
- 수영초등학교
- 대천중학교
- 부산고등학교